# Toxicodendron succedaneum
Toxicodendron succedaneum (L.) Kuntze (Syn.: Rhus succedanea L.) ist eine Pflanzenart aus der Gattung Toxicodendron innerhalb der Familie der Sumachgewächse. Sie stammt ursprünglich aus Asien und wurde in vielen Gebieten der Welt, beispielsweise in Australien und Neuseeland angepflanzt. Verwandt sind der Burmesische Lackbaum (Gluta usitata) und der Lackbaum (Toxicodendron vernicifluum), die ähnlich genutzt werden. Ältere Trivialnamen sind Talgbaum und (Japanischer) Wachsbaum.

## Beschreibung

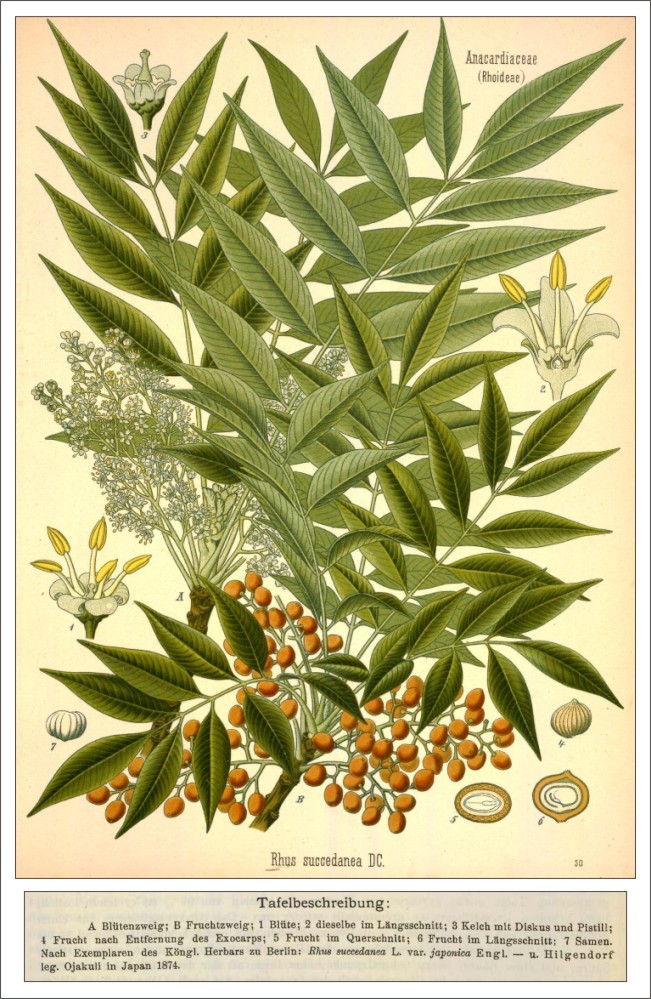
Illustration aus Köhler's Medizinal-Pflanzen

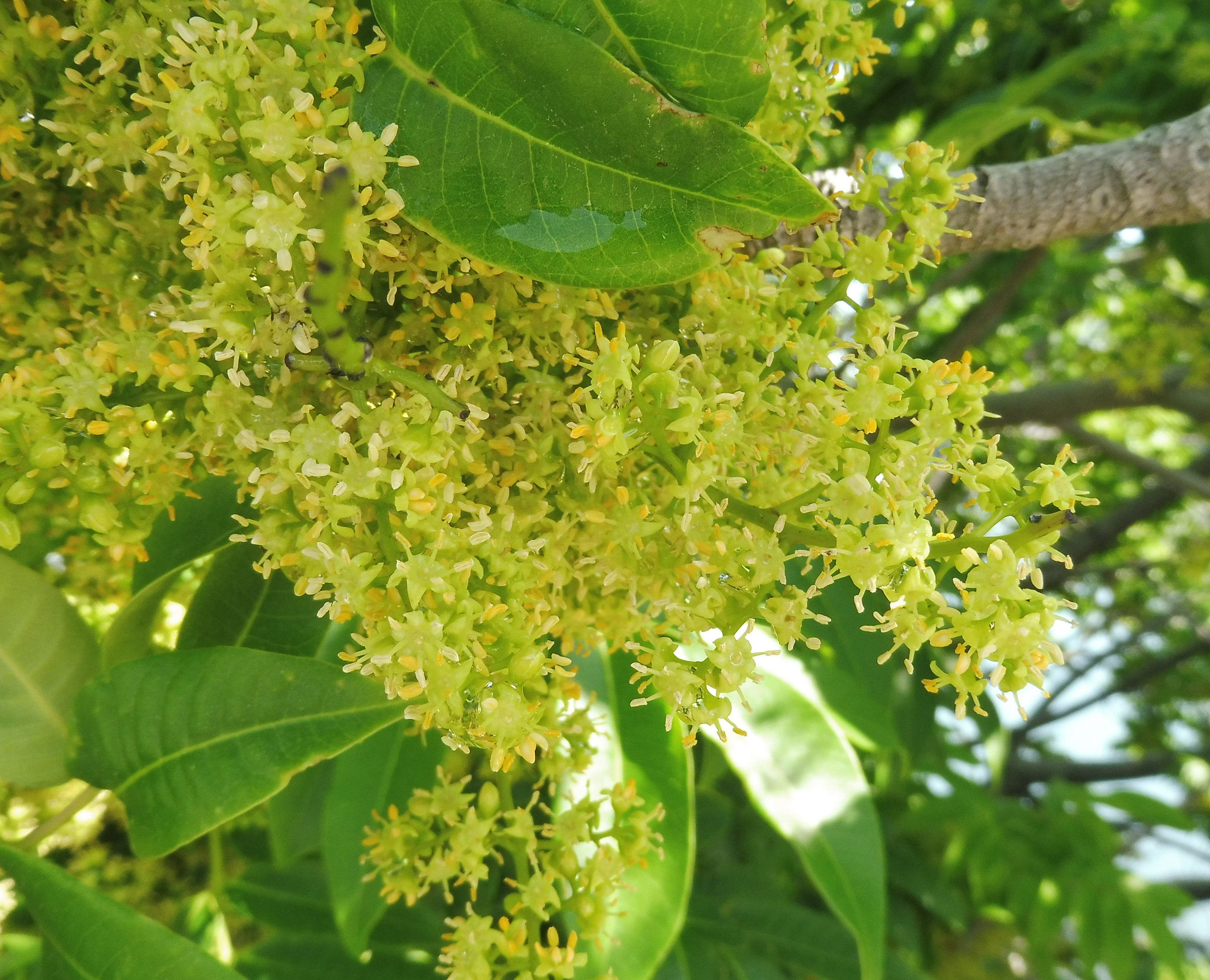
Blütenstände

### Vegetative Merkmale
Bei Toxicodendron succedaneum handelt es sich um einen laubabwerfenden, großen Strauch oder Baum, der Wuchshöhen von bis über 8 Metern erreicht. Toxicodendron succedaneum führt ein giftiges, reizendes Exsudat.
Die wechselständigen Laubblätter sind in Blattstiel und -spreite gegliedert. Die unpaarig gefiederte Blattspreite besitzt bis zu 15 Blättchen. Die eiförmigen bis -lanzettlichen, zugespitzten bis geschwänzten und ganzrandigen, kahlen bis leicht behaarten Blättchen sind kurz gestielt bis fast sitzend.

### Generative Merkmale
Toxicodendron succedaneum ist zweihäusig getrenntgeschlechtig (diözisch). Die achselständige, rispige Blütenstände enthalten viele kurz gestielte Blüten. Die relativ kleinen, gelblich-grünen, fünfzähligen, funktional eingeschlechtigen Blüten sind radiärsymmetrisch und fünfzählig mit doppelter Blütenhülle. Die Kronblätter sind zurückgelegt. Es sind relativ kurze Staubblätter vorhanden. Einige Staminodien oder ein Pistillode können manchmal ausgebildet werden. Der Fruchtknoten ist oberständig. Es sind drei kurze Griffel vorhanden. Es ist ein gelappter Diskus vorhanden.
Es werden gelb-braune, glatte, bis 1 Zentimeter große, oft seitlich etwas abgeplattete, einsamige Steinfrüchte gebildet.

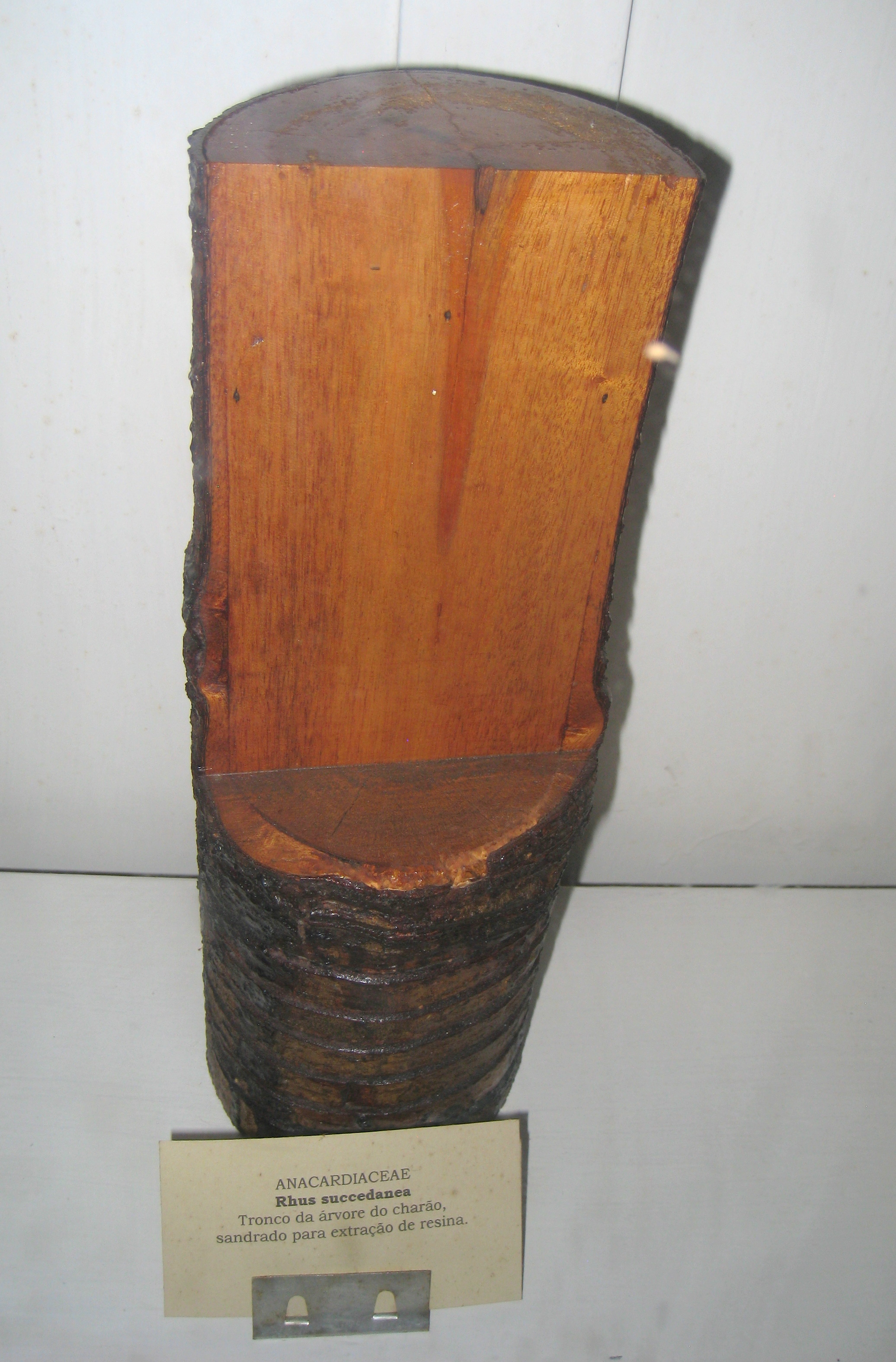
Holzprobe
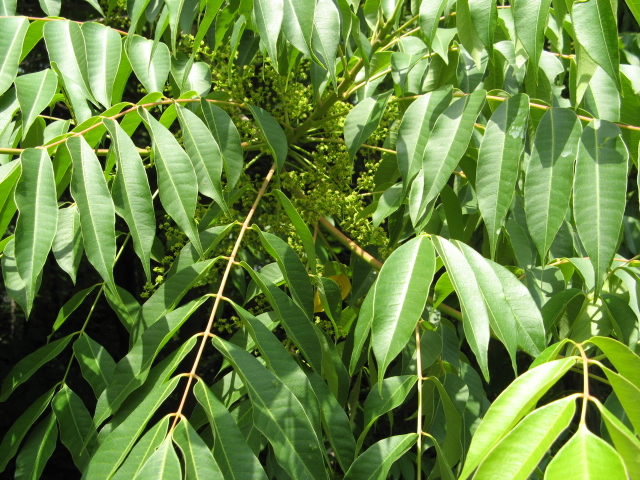
Laubblätter und Blüten
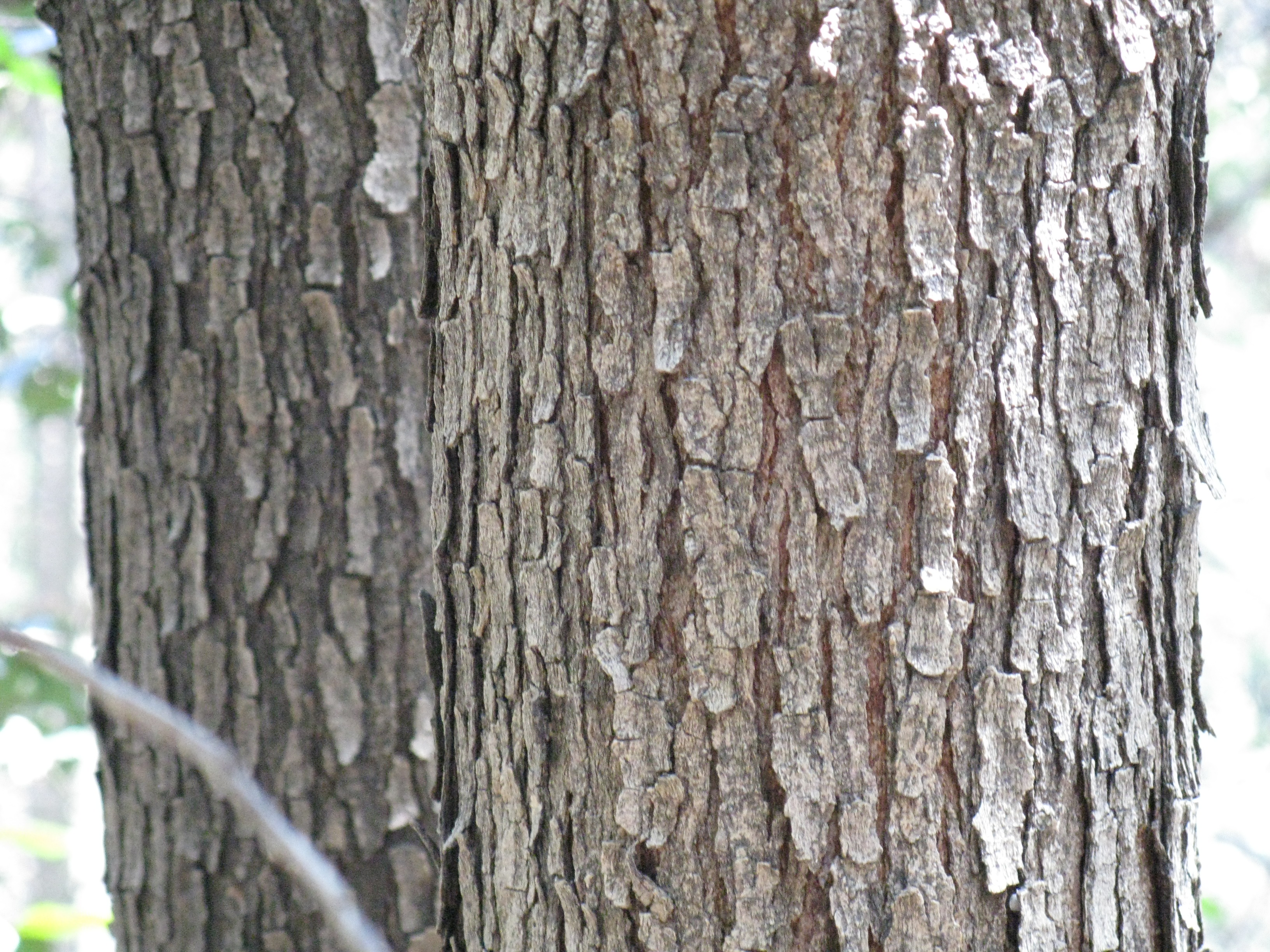
Rinde
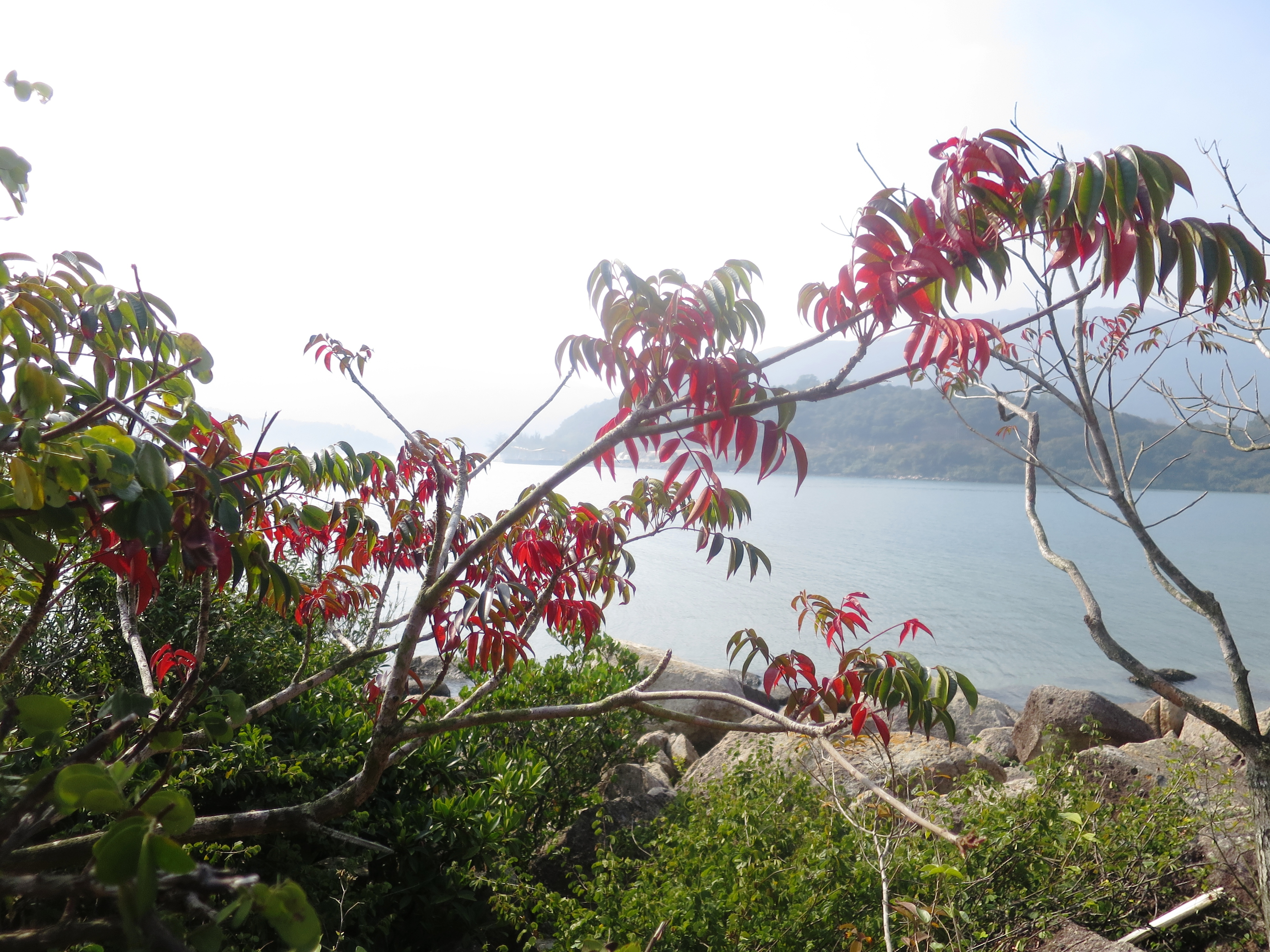
Ein häufiger wild wachsender Baum in Hongkong

## Vorkommen
Toxicodendron succedaneum hat ursprüngliche Vorkommen in Assam, Nepal, Myanmar, Thailand, Kambodscha, Laos, Vietnam, Korea, China, in der Inneren Mongolei, in Bangladesch, Indonesien und Japan.

## Taxonomie
Die Erstveröffentlichung erfolgte 1771 unter dem Namen (Basionym) Rhus succedanea durch Carl von Linné in Mantissa Plantarum Altera, Seite 221. Die Neukombination zu Toxicodendron succedaneum wurde 1891 in Revisio Generum Plantarum, Band 1, Seite 154 veröffentlicht.

## Ökologie
Die Raupen der Miniermotten Eteoryctis deversa, Caloptilia aurifasciata, Caloptilia protiella, Caloptilia rhois und Callidrepana patrana nutzen Rhus succedanea als Nahrungspflanze.

## Inhaltsstoffe
Toxicodendron succedaneum produziert sogenannte Hinokiflavone, als Zellgifte wirkende Flavonoide. Seine Stängel sind auch eine kommerzielle Quelle für Fisetin, das in China gewonnen wird.

## Nutzung
Toxicodendron succedaneum wird zur Herstellung von Lacken verwendet. In Vietnam wird der Lack aus dem Harz von Toxicodendron succedaneum zur Herstellung von Lackgemälden, sơn mài genannt, genutzt.
In Ostasien, insbesondere in Japan, wurde ein traditionelles Kerzenwachs (auch als Japanwachs bezeichnet) aus den zerstoßenen Früchten von Toxicodendron succedaneum und anderen Sumachgewächsen hergestellt, das sich größerer Beliebtheit als Bienenwachs oder tierische Fette erfreute. Japanwachs ist ein Nebenprodukt der Lackherstellung. Es handelt sich nicht um ein echtes Wachs, sondern um Fette mit einem Anteil von 10 bis 15 % an Palmitin, Stearin und Olein sowie etwa einem Prozent Japansäure. Japanwachs wird in flachen Blöcken oder Scheiben verkauft und hat einen ranzigen Geruch. Es wird durch Druck und Hitze oder mit Hilfe von Lösungsmitteln extrahiert. Die Fettsäuremethylester des Öls aus den Kernen erfüllen die Hauptanforderungen an Biodiesel in den USA (ASTM D 6751-02, ASTM PS 121-99), Deutschland (DIN V 51606) und der Europäischen Union (EN 14214).
In Indien wird Toxicodendron succedaneum als Heilpflanze genutzt.
Die Früchte sind essbar, doch ihr Verzehr wird aufgrund der allgemeinen Giftigkeit von Toxicodendron succedaneum nicht empfohlen.
Aufgrund seiner auffälligen Herbstfärbung wurde Toxicodendron succedaneum außerhalb Asiens als Zierpflanze verbreitet, oft von Gärtnern, die die heftigen allergischen Reaktionen auf die Pflanzenteile nicht beachteten. In Australien und Neuseeland gilt er heutzutage als giftiges „Unkraut“. Die Stadt Kurume in Japan führt ihn als einen der Symbolbäume der Stadt.

## Trivialnamen
Einige Trivialnamen sind: englisch wax tree, Japanese wax tree, in Vietnam sơn.